# مسیحای تلماسه
مسیحای تلماسه (به انگلیسی: Dune Messiah) یک رمان علمی تخیلی از نویسنده آمریکایی فرانک هربرت است که در سال ۱۹۶۹ منتشر شد و دومین رمان از مجموعه شش رمان تلماسه است. این دنباله‌ای بر تلماسه (۱۹۶۵) بود که در ابتدا در مجله علمی تخیلی کهکشان در سال ۱۹۶۹ به صورت سریالی منتشر شد و سپس توسط پاتنمز در همان سال منتشر شد. مسیحای تلماسه و دنباله اش فرزندان تلماسه (۱۹۷۶) در سال ۲۰۰۳ توسط سای فای در یک مینی‌سریال با عنوان فرزندان تلماسهٔ فرانک هربرت اقتباس شدند.

## تاریخچه انتشار
بخش‌هایی از مسیحای تلماسه (و دنباله آن فرزندان تلماسه) قبل از تکمیل خود تلماسه نوشته شده‌اند. این رمان ابتدا به‌عنوان یک سری پنج قسمتی در مجله علمی تخیلی کهکشان منتشر شد که جلدهای آن از ژوئن (روی جلد مورخ ژوئیه) تا اکتبر (بر روی جلد مورخ نوامبر) ۱۹۶۹ با تصاویر جک گاگان منتشر شدند. یک نسخه پشت جلدی پاتنمز نیز در اکتبر ۱۹۶۹ ظاهر شد. نسخه‌های آمریکایی و بریتانیایی حاوی پیش‌گفتارهای مختلفی هستند که وقایع تلماسه را خلاصه می‌کنند. مسیحای تلماسه و فرزندان تلماسه در یک جلد توسط کلوب کتاب علمی تخیلی در سال ۲۰۰۲ و در سال ۱۹۷۹ توسط گولانچ با تلماسه به عنوان سه‌گانه بزرگ تلماسه منتشر شدند.

## تحلیل و بررسی
هربرت سه‌گانه اولیه رمان‌ها (تلماسه، مسیحای تلماسه، و فرزندان تلماسه) را به یک فوگ تشبیه کرد، و در حالی که تلماسه ملودی قهرمانانه است، مسیحا وارونه آن می‌باشد. پل با در دست گرفتن کنترل تنها منبع حیاتی در جهان، یعنی ملانژ، در تلماسه به قدرت می‌رسد. دشمنان او مرده یا سرنگون شده‌اند و او قرار است زمام قدرت را در دست بگیرد و صلحی سخت اما روشنگرانه را برای جهان هستی به ارمغان بیاورد. هربرت در کتاب‌های بعدی انتخاب کرد تا با مجموعه‌ای از شکست‌ها و پارادوکس‌های فلسفی، پیروزی پل را تضعیف کند.

## بازخورد
مجله علمی تخیلی کهکشان مسیحای تلماسه را «درخشان … همه چیزی که تلماسه باید می‌بود و شاید کمی بیشتر» نامید. اسپایدر رابینسون از کتاب لذت برد «حتی زمانی که [او] کامیونی را از سوراخ‌های منطقی آن می‌راند، زیرا همان عظمت غلتشی با شکوه کتاب قبلی را داشت». چلنجین دستینی این رمان را «قطعه همراه کامل برای تلماسه [و] جذاب» نامید.

## اقتباس‌ها
دیوید لینچ قصد داشت در طول تولید فیلم در سال‌های ۱۹۸۳ تا ۱۹۸۴ دنباله‌های تلماسه را با فیلم‌نامه‌ای با عنوان آزمایشی تلماسه ۲ اقتباس کند. این فیلم که بر اساس مسیحای تلماسه ساخته شده بود، درست مانند فیلم اول تفاوت‌هایی با داستان رمان داشت. پس از شکست انتقادی و تجاری این فیلم، دنباله آن ادامه پیدا نکرد. فیلم‌نامه جزئی که توسط لینچ با یادداشت‌هایی از فرانک هربرت تهیه شده بود در تابستان ۲۰۲۳ در آرشیو هربرت در دانشگاه ایالتی کالیفرنیا در فولرتون کشف شد.
مسیحای تلماسه و دنباله آن فرزندان تلماسه (۱۹۷۶) در سال ۲۰۰۳ توسط سای فای در یک مینی‌سریال با عنوان فرزندان تلماسهٔ فرانک هربرت اقتباس شدند. قسمت اول از سه قسمت، مینی سریال شش ساعته، بخش عمده داستان مسیحای تلماسه را پوشش می‌دهد. قسمت‌های دوم و سوم اقتباسی از فرزندان تلماسه هستند.
کارگردان دنی ویلنوو، پیش از اکران فیلم اقتباسی سینمایی خود تلماسه (۲۰۲۱)، در جشنواره فیلم ونیز تأیید کرد که فیلمی بر اساس مسیحای تلماسه برنامه‌ریزی شده است و این فیلم سومین فیلم از یک سه‌گانه خواهد بود. پس از اینکه تلماسه: بخش دو (که نیمه دوم رمان اول را پوشش می‌دهد) در اکتبر ۲۰۲۱ به‌طور رسمی چراغ سبز داده شد، ویلنوو دوباره امیدواری خود را برای ادامه مجموعه با فیلم سومی با تمرکز بر مسیحای تلماسه تکرار کرد. جان اسپیتز، فیلم‌نامه‌نویس در مارس ۲۰۲۲ تأیید کرد که ویلنوو همچنان قصد دارد برای ادامه حماسه تلماسه فیلم سوم و سریال‌های تلویزیونی اسپین‌آف بسازد. ویلنوو در سال ۲۰۲۳ شروع به نوشتن فیلم‌نامه‌ای برای فیلم مسیحای تلماسه کرد. در فوریه ۲۰۲۴، ویلنوو گفت که فیلم‌نامه «تقریباً تمام شده است» اما همچنین با اشاره به تمایل هالیوود به تمرکز بر تاریخ اکران بیش از کیفیت کلی فیلم، گفت که «[نمی‌خواهد] عجله کند». آهنگساز هانس زیمر قبلاً کار روی موسیقی فیلم را شروع کرده بود تا به ویلنوو در ساخت فیلم کمک کند. در آوریل ۲۰۲۴، پس از موفقیت تجاری و انتقادی تلماسه: بخش دو، لجندری پیکچرز تأیید کرد که مسیحای تلماسه با کارگردانی ویلنوو در حال توسعه است.